# Jonathan Larson
Jonathan Larson (White Plains, 4 febbraio 1960 – New York, 25 gennaio 1996) è stato un compositore e drammaturgo statunitense.
È noto per aver affrontato argomenti come la multicultura, tossicodipendenza, omofobia e AIDS nelle sue opere; esempi tipici di questi interessi possono essere rinvenuti nel suo musical capolavoro Rent e in tick, tick... BOOM!. Ha ricevuto due Tony Award postumi ed il Premio Pulitzer per la Drammaturgia, sempre postumo, per Rent.

## Biografia

### Primi anni
Larson nacque da genitori ebrei, Allan e Nanette Larson, a White Plains (a New York); fu esposto al mondo dell'arte, specialmente del teatro e della musica,  fin dalla tenera età, ed imparò a suonare la tromba, la tuba, fece parte del coro della scuola e prese lezioni di pianoforte. Le sue prime influenze musicali furono di musicisti rock come The Who, Billy Joel e anche Elton John, ma si interessò anche alla musica del teatro classico, specialmente quella di Stephen Sondheim. Larson partecipò anche al club teatrale del suo liceo, interpretando diversi ruoli da protagonista.
Larson frequentò la "Adelphi University" a Garden City (New York) con una borsa di studio di quattro anni in recitazione, e prese parte inoltre a diverse produzioni di musical. Durante gli anni del college, cominciò a comporre musica, prima per piccole produzioni fatte da studenti, in seguito scrisse la musica per un musical di Jacques Burdick ed intitolato "Libro de Bueno Amor"; quest'ultimo fece le veci di mentore per Larson durante il college. Dopo essersi laureato, partecipò a corsi estivi di teatro occupandosi sempre di composizione teatrale/musicale.
In seguito, Larson si trasferì in un loft al quinto piano senza riscaldamento e situato all'angolo tra il Greenwich Village e Spring Street nel Lower Side di Manhattan, dove viveva con diversi coinquilini. In questo loft, Larson faceva i casting per i suoi spettacoli e nel frattempo lavorava al "Moondance Diner" durante i fine settimana e scriveva musical durante i giorni feriali. Alla tavola calda dove lavorava, Larson conobbe Jesse L. Martin il quale divenne il suo apprendista e in seguito interpretò il ruolo di Tom Collins nel cast originale di Rent. Larson e i suoi coinquilini vivevano in condizioni difficili e con pochi soldi a disposizione.

### Carriera
Prima di comporre e scrivere Rent, il suo capolavoro più conosciuto, Jonathan Larson scrisse un numero considerevole di prime opere teatrali. Tra i suoi primi lavori teatrali c'è "Sacrimmoralinority",  il suo primo musical co-scritto con David Glenn Armstrong, ed andò in scena per la prima volta alla "Adelphi University" nell'inverno del 1981. Dopo la laurea di Larson e Armstrong nel 1982, il musical venne ribattezzato "Saved! - An Immoral Musical on the Moral Majority", venne eseguito in un piccolo teatro sulla 42ª Strada a New York per quattro settimane, facendo anche vincere ai due autori un premio ASCAP ciascuno.
Tra il 1983 ed il 1990, Larson scrisse "Superbia", originariamente inteso come una rielaborazione futuristica del libro 1984 di George Orwell, anche se non ottenne il permesso di adattare il libro. A causa di disguidi però, "Superbia" non venne completamente prodotto. Il suo lavoro successivo fu un monologo rock realizzato nel 1991 ed intitolato, in origine, 30/90, poi Boho Days ed infine tick, tick... BOOM!. La pièce veniva eseguita da Larson al pianoforte accompagnato solo da una rock band e rappresentava il suo disappunto per come erano andate le cose con "Superbia". L'opera fu eseguita in alcuni teatri dell'Upper West Side ed ottenne un buon successo. Grazie alla popolarità che stava guadagnando, Larson fu notato dal suo mito artistico Stephen Sondheim, il quale iniziò ad inviare lettere di raccomandazione per Jonathan a diversi produttori teatrali.
Altri lavori scritti da Larson prima di Rent includono la musica per J.P. Morgan Saves the Nation, Mowgli, per alcuni numeri dello show Sesame Street e la musica di accompagnamento per le cassette per bambini di Fievel sbarca in America e Alla ricerca della Valle Incantata.

### Rent
Nel 1988, il drammaturgo Billy Aronson voleva creare "un musical basato su La bohème di Giacomo Puccini", nel quale il lussuoso splendore del mondo di Puccini sarebbe stato rimpiazzato con la rozzezza ed il traffico della moderna New York." Nel 1989 Jonathan Larson, un compositore di 29 anni, iniziò a collaborare con Aronson su questo progetto. Nel 1991, Larson chiese ad Aronson se poteva usare la sua idea originale e rendere "Rent" un'opera propria. Larson aveva aspettative ambiziose per "Rent"; lo scopo dei suoi sogni era di scrivere un'opera rock che "portasse il musical alla MTV Generation." Aronson e Larson infine si accordarono che, se lo show fosse approdato a Broadway, Aronson avrebbe condiviso i profitti. "Rent" è anche una specie di lavoro autobiografico, visto che all'interno di esso Larson incorporò diversi elementi della sua vita. Larson visse a New York per diversi anni come un artista squattrinato e con un futuro incerto: sacrificò una vita di stabilità per il suo lavoro e condivise alcune delle stesse speranze e paure dei suoi personaggi. Egli si trovò spesso in condizioni di povertà e ne trasferì alcuni esempi nella narrazione, come la stufa a legna illegale, la vasca da bagno nel mezzo della cucina, il citofono rotto - che costringeva i suoi ospiti a chiamarlo dal telefono a gettoni lungo la strada per farsi tirare giù le chiavi, come in "Rent". La storia in cui Maureen lascia Mark per una donna (Joanne) è in parte basata sul fatto che anche la ragazza di Larson lo lasciò per un'altra donna. Il 24 gennaio 1996, dopo il termine dell'ultima prova costume  prima della première off-Broadway, Larson fece la sua prima intervista giornalistica con il critico musicale Anthony Tommasini del The New York Times, attratto dalla coincidenza che lo show stava per debuttare esattamente cento anni dopo l'opera di Puccini. Larson purtroppo non visse abbastanza per godere del successo di "Rent"; morì per dissezione aortica (verosimilmente attribuibile alla sindrome di Marfan) il 25 gennaio 1996 di prima mattina, non molte ore dopo la sua prima e unica intervista. Larson aveva sofferto di nausea e dolori al petto qualche giorno prima, ma i dottori liquidarono i sintomi come "sindrome da stress". La "prima" di "Rent" venne cancellata e, al suo posto, amici e famiglia si riunirono al teatro dove gli attori eseguirono alcune canzoni di "Rent" in memoria di Larson, senza i costumi di scena e senza la parte recitata del libretto. Ma quando il gruppo eseguì "La Vie Boheme", il cast non seppe più contenersi e, con l'approvazione del pubblico e della famiglia Larson, continuò il resto dello spettacolo come era stato concepito dall'autore, ad eccezione del trucco e dei costumi di scena. Al termine di questo spettacolo improvvisato ci fu un lungo applauso seguito da un lungo silenzio che venne rotto soltanto quando qualcuno del pubblico urlò "Grazie, Jonathan Larson!". Nei giorni seguenti lo show andò in scena come programmato e guadagnò rapidamente popolarità, soprattutto grazie alle numerose recensioni entusiastiche, ma anche per la drammatica coincidenza della recente morte del suo compositore. Ebbe uno straordinario successo durante la sua rappresentazione off-Broadway, esaurendo tutti i 150 posti disponibili del New York Theatre Workshop. A causa della crescente popolarità e del bisogno di un teatro più grande, il 29 aprile 1996 "Rent" si trasferì a Broadway, al "Nederlander Theatre" sulla 41ª Strada.

## Filmografia

### Compositore
- Rent, regia di Chris Columbus (2005)
- Tick, Tick... Boom!, regia di Lin-Manuel Miranda (2021)